# Ecuadoraans voetbalelftal in 2004
Het Ecuadoraans voetbalelftal speelde in totaal vijftien interlands in het jaar 2004, waaronder zeven wedstrijden in de kwalificatiereeks voor het WK voetbal 2006 in Duitsland. De selectie stond voor het vijfde jaar op rij onder leiding van bondscoach Hernán Darío Gómez. De Colombiaan stapte op na de strijd om de Copa América en werd opgevolgd door zijn landgenoot Luis Fernando Suárez. Op de FIFA-wereldranglijst zakte Ecuador in 2004 van de 37ste (januari 2004) naar de 39ste plaats (december 2004).

## Balans
| Wedstrijden | Wedstrijden | Wedstrijden | Wedstrijden | Doelpunten | Doelpunten | Doelpunten | Punten |
| Gespeeld    | Winst       | Gelijk      | Verlies     | Voor       | Tegen      | Saldo      | Punten |
| ----------- | ----------- | ----------- | ----------- | ---------- | ---------- | ---------- | ------ |
| 15          | 4           | 2           | 9           | 17         | 28         | –9         | 0.667  |

## Interlands
|                                                     |                                          |       |                          | |
| 10 maart Vriendschappelijk № 337 «onderlinge duels» | Mexico                                   | 2 – 1 | Ecuador                  | Estadio Víctor Manuel Reyna, Tuxtla Gutiérrez Toeschouwers: onbekend Scheidsrechter: Carlos Batres (GUA) |
| 10 maart Vriendschappelijk № 337 «onderlinge duels» | Diego Martínez 17' (pen.) Omar Bravo 30' |       | 57' (pen.) Edison Méndez | Estadio Víctor Manuel Reyna, Tuxtla Gutiérrez Toeschouwers: onbekend Scheidsrechter: Carlos Batres (GUA) |

|                                                             |                   |       |         |                                                                                            |
| 30 maart WK-kwalificatie № 338 «onderlinge duels» 20:30 uur | Argentinië        | 1 – 0 | Ecuador | Estadio Monumental, Buenos Aires Toeschouwers: 55.000 Scheidsrechter: Martín Vázquez (URU) |
| 30 maart WK-kwalificatie № 338 «onderlinge duels» 20:30 uur | Hernán Crespo 60' |       |         | Estadio Monumental, Buenos Aires Toeschouwers: 55.000 Scheidsrechter: Martín Vázquez (URU) |

|                                                     |                  |       |                    |                                                                                           |
| 28 april Vriendschappelijk № 339 «onderlinge duels» | Honduras         | 1 – 1 | Ecuador            | Lockhart Stadium, Fort Lauderdale Toeschouwers: onbekend Scheidsrechter: Ali Saheli (USA) |
| 28 april Vriendschappelijk № 339 «onderlinge duels» | Carlos Pavón 31' |       | 82' Evelio Ordoñez | Lockhart Stadium, Fort Lauderdale Toeschouwers: onbekend Scheidsrechter: Ali Saheli (USA) |

|                                                           |                                       |       |                    |                                                                                              |
| 2 juni WK-kwalificatie № 340 «onderlinge duels» 16:00 uur | Ecuador                               | 2 – 1 | Colombia           | Estadio Olímpico Atahualpa, Quito Toeschouwers: 31.484 Scheidsrechter: Héctor Baldassi (ARG) |
| 2 juni WK-kwalificatie № 340 «onderlinge duels» 16:00 uur | Agustín Delgado 3' Franklin Salas 66' |       | 57' Frankie Oviedo | Estadio Olímpico Atahualpa, Quito Toeschouwers: 31.484 Scheidsrechter: Héctor Baldassi (ARG) |

|                                                           |                                                                   |       |                                                 |                                                                                            |
| 5 juni WK-kwalificatie № 341 «onderlinge duels» 16:00 uur | Ecuador                                                           | 3 – 2 | Bolivia                                         | Estadio Olímpico Atahualpa, Quito Toeschouwers: 30.020 Scheidsrechter: Gustavo Brand (VEN) |
| 5 juni WK-kwalificatie № 341 «onderlinge duels» 16:00 uur | Herman Soliz 27' (e.d.) Agustín Delgado 32' Ulises de la Cruz 38' |       | 57' Limberg Gutiérrez 74' José Alfredo Castillo | Estadio Olímpico Atahualpa, Quito Toeschouwers: 30.020 Scheidsrechter: Gustavo Brand (VEN) |

| Copa América |
| ------------ |

|                                                      | |       |                     |                                                                                            |
| 7 juli Copa América Groep B № 342 «onderlinge duels» | Argentinië | 6 – 1 | Ecuador             | Estadio Elias Aguirre, Chiclayo Toeschouwers: 24.000 Scheidsrechter: Carlos Amarilla (PAR) |
| 7 juli Copa América Groep B № 342 «onderlinge duels» | Kily González 5' (pen.) Javier Saviola 64' Javier Saviola 75' Javier Saviola 79' Andrés D'Alessandro 84' Lucho González 90' |       | 62' Agustín Delgado | Estadio Elias Aguirre, Chiclayo Toeschouwers: 24.000 Scheidsrechter: Carlos Amarilla (PAR) |

|                                                       |                                   |       |                    |                                                                                          |
| 10 juli Copa América Groep B № 343 «onderlinge duels» | Uruguay                           | 2 – 1 | Ecuador            | Estadio Elias Aguirre, Chiclayo Toeschouwers: 25.000 Scheidsrechter: Gustavo Brand (VEN) |
| 10 juli Copa América Groep B № 343 «onderlinge duels» | Diego Forlán 61' Carlos Bueno 78' |       | 73' Franklin Salas | Estadio Elias Aguirre, Chiclayo Toeschouwers: 25.000 Scheidsrechter: Gustavo Brand (VEN) |

|                                                       |                                                  |       |                     |                                                                                     |
| 13 juli Copa América Groep B № 344 «onderlinge duels» | Mexico                                           | 2 – 1 | Ecuador             | Estadio Miguel Grau, Piura Toeschouwers: 25.000 Scheidsrechter: Eduardo Lecca (PER) |
| 13 juli Copa América Groep B № 344 «onderlinge duels» | Héctor Altamirano 23' (pen.) Adolfo Bautista 42' |       | 71' Agustín Delgado | Estadio Miguel Grau, Piura Toeschouwers: 25.000 Scheidsrechter: Eduardo Lecca (PER) |

|  |  |  |  |  |  |  |  |  |

|                                                                |                  |       |         |                                                                                            |
| 5 september WK-kwalificatie № 345 «onderlinge duels» 15:15 uur | Uruguay          | 1 – 0 | Ecuador | Estadio Centenario, Montevideo Toeschouwers: 28.000 Scheidsrechter: Gilberto Hidalgo (PER) |
| 5 september WK-kwalificatie № 345 «onderlinge duels» 15:15 uur | Carlos Bueno 57' |       |         | Estadio Centenario, Montevideo Toeschouwers: 28.000 Scheidsrechter: Gilberto Hidalgo (PER) |

|                                                               |                                     |       |       |                                                                                          |
| 10 oktober WK-kwalificatie № 346 «onderlinge duels» 17:00 uur | Ecuador                             | 2 – 0 | Chili | Estadio Olímpico Atahualpa, Quito Toeschouwers: 27.956 Scheidsrechter: René Ortubé (BOL) |
| 10 oktober WK-kwalificatie № 346 «onderlinge duels» 17:00 uur | Iván Kaviedes 49' Edison Méndez 64' |       |       | Estadio Olímpico Atahualpa, Quito Toeschouwers: 27.956 Scheidsrechter: René Ortubé (BOL) |

|                                                               |                                                                 |       |                         |                                                                                               |
| 14 oktober WK-kwalificatie № 347 «onderlinge duels» 19:00 uur | Venezuela                                                       | 3 – 1 | Ecuador                 | Estadio Polideportivo, San Cristóbal Toeschouwers: 13.800 Scheidsrechter: Eduardo Lecca (PER) |
| 14 oktober WK-kwalificatie № 347 «onderlinge duels» 19:00 uur | Gabriel Urdaneta 20' (pen.) Ruberth Morán 72' Ruberth Morán 80' |       | 41' (pen.) Marlon Ayoví | Estadio Polideportivo, San Cristóbal Toeschouwers: 13.800 Scheidsrechter: Eduardo Lecca (PER) |

|                                            |                                                                  |       |         |                                                                                    |
| 20 oktober LG Cup № 348 «onderlinge duels» | Jordanië                                                         | 3 – 0 | Ecuador | 11 Juni Stadion, Tripoli Toeschouwers: onbekend Scheidsrechter: Jamal Ambaya (LBY) |
| 20 oktober LG Cup № 348 «onderlinge duels» | Khaled Al-Maltah 45+1' Mahmoud Shelbayeh 53' Faisal Suleiman 69' |       |         | 11 Juni Stadion, Tripoli Toeschouwers: onbekend Scheidsrechter: Jamal Ambaya (LBY) |

|                                            |                                 |       |                               |                                                                          |
| 22 oktober LG Cup № 349 «onderlinge duels» | Ecuador                         | 2 – 2 | Nigeria                       | 11 Juni Stadion, Tripoli Toeschouwers: onbekend Scheidsrechter: onbekend |
| 22 oktober LG Cup № 349 «onderlinge duels» | Marlon Ayoví Augusto Porozo 65' |       | Kola Ademola 78' Victor Ezeji | 11 Juni Stadion, Tripoli Toeschouwers: onbekend Scheidsrechter: onbekend |

|                                            |                                             |       |                 |                                                                                        |
| 27 oktober LG Cup № 350 «onderlinge duels» | Mexico                                      | 2 – 1 | Ecuador         | Giants Stadium, East Rutherford Toeschouwers: onbekend Scheidsrechter: Alex Prus (USA) |
| 27 oktober LG Cup № 350 «onderlinge duels» | Francisco Fonseca 42' Francisco Fonseca 47' |       | 80' Renán Calle | Giants Stadium, East Rutherford Toeschouwers: onbekend Scheidsrechter: Alex Prus (USA) |

|                                                                |                   |       |          |                                                                                         |
| 17 november WK-kwalificatie № 351 «onderlinge duels» 16:00 uur | Ecuador           | 1 – 0 | Brazilië | Estadio Olímpico Atahualpa, Quito Toeschouwers: 38.308 Scheidsrechter: Óscar Ruiz (COL) |
| 17 november WK-kwalificatie № 351 «onderlinge duels» 16:00 uur | Edison Méndez 77' |       |          | Estadio Olímpico Atahualpa, Quito Toeschouwers: 38.308 Scheidsrechter: Óscar Ruiz (COL) |

## FIFA-wereldranglijst
| JAN | FEB | MAR | APR | MEI | JUN | JUL | AUG | SEP | OKT | NOV | DEC |
| --- | --- | --- | --- | --- | --- | --- | --- | --- | --- | --- | --- |
| 37  | 40  | 40  | 41  | 41  | 37  | 37  | 39  | 42  | 48  | 44  | 39  |

## Statistieken
| Jacinto Espinoza      | 1969-11-24 | LDU Quito         | 4  | 0 | 0 | 38  | 0  |
| Edwin Villafuerte     | 1979-03-12 | Barcelona SC      | 4  | 0 | 0 | 4   | 0  |
| Oswaldo Ibarra        | 1969-09-08 | El Nacional       | 3  | 0 | 0 | 27  | 0  |
| Damián Lanza          | 1982-04-10 | Deportivo Cuenca  | 2  | 1 | 0 | 3   | 0  |
| José Cevallos         | 1971-04-17 | Barcelona SC      | 2  | 0 | 0 | 76  | 0  |
| Verdediging           |            |                   |    |   |   |     |    |
| Giovanny Espinoza     | 1977-04-12 | LDU Quito         | 12 | 0 | 0 | 42  | 2  |
| Iván Hurtado          | 1974-08-16 | CF Pachuca        | 11 | 0 | 0 | 118 | 5  |
| Neicer Reasco         | 1977-07-23 | LDU Quito         | 9  | 1 | 0 | 19  | 0  |
| Ulises de la Cruz     | 1974-02-08 | Aston Villa       | 9  | 0 | 1 | 73  | 4  |
| Fricson George        | 1974-09-16 | Barcelona SC      | 4  | 2 | 0 | 10  | 0  |
| Raúl Guerrón          | 1976-10-12 | SD Quito          | 6  | 0 | 0 | 34  | 0  |
| Erick de Jesús        | 1982-11-08 | El Nacional       | 3  | 0 | 0 | 3   | 0  |
| Augusto Poroso        | 1974-04-13 | Club Sport Emelec | 2  | 0 | 1 | 37  | 1  |
| Banner Caicedo        | 1981-03-28 | Barcelona SC      | 2  | 0 | 0 |     |    |
| Jorge Guagua          | 1981-09-28 | El Nacional       | 2  | 0 | 0 |     |    |
| Juan Romero           | 1979-09-24 | LDU Quito         | 1  | 1 | 0 |     |    |
| Juan Triviño          | 1980-09-03 | Club Sport Emelec | 1  | 1 | 0 |     |    |
| Renán Calle           | 1976-09-08 | SD Aucas          | 1  | 0 | 1 |     |    |
| Kléber Corozo         | 1975-09-16 | El Nacional       | 1  | 0 | 0 | 3   | 0  |
| José Perlaza          | 1981-10-06 | CD Olmedo         | 1  | 0 | 0 | 1   | 0  |
| Jairo Campos          | 1984-07-18 | SD Aucas          | 0  | 1 | 0 | 1   | 0  |
| Middenveld            |            |                   |    |   |   |     |    |
| Marlon Ayoví          | 1971-09-27 | SD Quito          | 13 | 1 | 2 | 56  | 2  |
| Edison Méndez         | 1979-03-16 | Santos Laguna     | 9  | 2 | 3 | 51  | 7  |
| Edwin Tenorio         | 1976-06-16 | Barcelona SC      | 9  | 0 | 0 | 56  | 0  |
| Cléber Chalá          | 1971-06-29 | USMP Lima         | 7  | 1 | 0 | 86  | 5  |
| Paul Ambrosi          | 1980-10-14 | LDU Quito         | 6  | 1 | 0 | 9   | 0  |
| Alfonso Obregón       | 1972-05-12 | LDU Quito         | 5  | 0 | 0 |     |    |
| Walter Ayoví          | 1979-08-11 | Al-Wasl           | 3  | 1 | 0 | 9   | 0  |
| Roberto Miña          | 1984-11-07 | El Nacional       | 3  | 0 | 0 | 5   | 0  |
| Álex Aguinaga         | 1968-07-09 | LDU Quito         | 2  | 2 | 0 | 109 | 23 |
| Moisés Candelario     | 1978-08-24 | Club Sport Emelec | 2  | 1 | 0 |     |    |
| Wellington Sánchez    | 1974-06-19 | Club Sport Emelec | 2  | 1 | 0 | 44  | 3  |
| Leonardo Soledispa    | 1983-01-15 | Barcelona SC      | 2  | 0 | 0 |     |    |
| Mario Lastra          | 1979-04-30 | SD Aucas          | 1  | 2 | 0 |     |    |
| David Quiroz          | 1982-09-08 | El Nacional       | 1  | 2 | 0 |     |    |
| Luis Saritama         | 1983-10-20 | Alianza Lima      | 1  | 1 | 0 | 2   | 0  |
| Luis Antonio Valencia | 1985-08-04 | El Nacional       | 1  | 1 | 0 | 2   | 0  |
| Vilson Rosero         | 1974-08-24 | SD Aucas          | 1  | 0 | 0 |     |    |
| Patricio Urrutia      | 1978-10-15 | LDU Quito         | 1  | 0 | 0 |     |    |
| Carlos Quiñónez       | 1980-08-18 | Club Sport Emelec | 0  | 1 | 0 |     |    |
| Aanval                |            |                   |    |   |   |     |    |
| Agustín Delgado       | 1974-12-23 | Pumas UNAM        | 7  | 3 | 4 | 59  | 46 |
| Franklin Salas        | 1981-08-30 | LDU Quito         | 4  | 7 | 2 | 19  | 2  |
| Iván Kaviedes         | 1977-10-24 | Crystal Palace    | 3  | 1 | 1 | 36  | 12 |
| Ebelio Ordóñez        | 1972-11-03 | El Nacional       | 2  | 5 | 1 | 18  | 1  |
| Carlos Tenorio        | 1979-05-14 | Al-Sadd           | 2  | 0 | 0 | 23  | 4  |
| Jhonny Baldeón        | 1981-06-15 | Alianza Lima      | 1  | 1 | 0 | 7   | 3  |
| Gustavo Figueroa      | 1978-08-30 | SD Aucas          | 1  | 1 | 0 |     |    |
| Ángel Fernández       | 1971-08-02 | El Nacional       | 0  | 3 | 0 | 77  | 12 |

FEF · A-internationals · Bondscoaches · Selecties · Statistieken · Ecuadoraans vrouwenelftal · Olympisch elftal · Ecuador U21 · Ecuador U20 · Ecuador U18 · Ecuador U17
1938 – 1949 ·
1950 – 1959 ·
1960 – 1969 ·
1970 – 1979 ·
1980 – 1989 ·
1990 – 1999 ·
2000 – 2009 ·
2010 – 2019 ·
2020 − 2029
WK 2002 · 
WK 2006 · 
WK 2014
1938 · 
1939 · 
1940 · 
1941 · 
1942 · 
1943 · 1944 · 
1945 · 
1946 · 
1947 · 
1948 · 
1949 · 
1950 · 1951 · 1952 · 
1953 · 
1954 · 
1955 · 
1956 · 
1957 · 
1958 · 
1959 · 
1960 · 
1961 · 1962 · 
1963 · 
1964 · 
1965 · 
1966 · 
1967 · 1968 · 
1969 · 
1970 · 
1971 · 
1972 · 
1973 · 
1974 · 
1975 · 
1976 · 
1977 · 
1978 · 
1979 · 
1980 · 
1981 · 
1982 · 
1983 · 
1984 · 
1985 · 
1986 · 
1987 · 
1988 · 
1989 · 
1990 · 
1991 · 
1992 · 
1993 · 
1994 · 
1995 · 
1996 · 
1997 · 
1998 · 
1999 · 
2000 · 
2001 · 
2002 · 
2003 · 
2004 · 
2005 · 
2006 · 
2007 · 
2008 · 
2009 · 
2010 · 
2011 · 
2012 · 
2013 · 
2014 · 
2015 · 
2016 · 
2017 ·
2018 ·
2019 ·
2020 ·
2021 ·
2022
Argentinië ·
Armenië ·
Australië ·
Bolivia · 
Brazilië ·
Bulgarije ·
Canada ·
Chili ·
Colombia ·
Costa Rica ·
Cuba ·
Denemarken ·
DDR ·
Duitsland ·
El Salvador ·
Engeland ·
Estland ·
Finland ·
Frankrijk ·
Griekenland ·
Guatemala ·
Haïti ·
Honduras ·
Ierland ·
Irak ·
Iran ·
Italië ·
Jamaica ·
Japan ·
Joegoslavië ·
Jordanië ·
Kaapverdië ·
Koeweit ·
Kroatië · 
Libanon ·
Mexico ·
Nederland ·
Nigeria ·
Noord-Macedonië ·
Oeganda ·
Oman ·
Panama ·
Paraguay ·
Peru ·
Polen ·
Portugal ·
Qatar ·
Roemenië ·
Saoedi-Arabië ·
Schotland ·
Senegal ·
Spanje ·
Trinidad en Tobago ·
Turkije · 
Uruguay ·
Venezuela ·
Verenigde Staten ·
Wit-Rusland ·
Zambia ·
Zuid-Afrika ·
Zuid-Korea ·
Zweden ·
Zwitserland
Costa Rica (2006) · 
Duitsland (2006) · 
Engeland (2006) · 
Frankrijk (2014) · 
Honduras (2014) · 
Nederland (2022) · 
Polen (2006) · 
Qatar (2022) · 
Zwitserland (2014)